# Rhombolytrum rhomboideum
Rhombolytrum rhomboideum är en gräsart som beskrevs av Heinrich Friedrich Link. Rhombolytrum rhomboideum ingår i släktet Rhombolytrum och familjen gräs. Inga underarter finns listade i Catalogue of Life.